# 细穗柽柳
细穗柽柳（学名：Tamarix leptostachya）为柽柳科柽柳属下的一个种。